# Ruletă (instrument de măsurat)

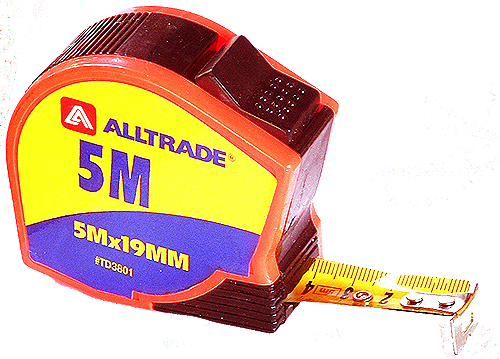
Ruletă

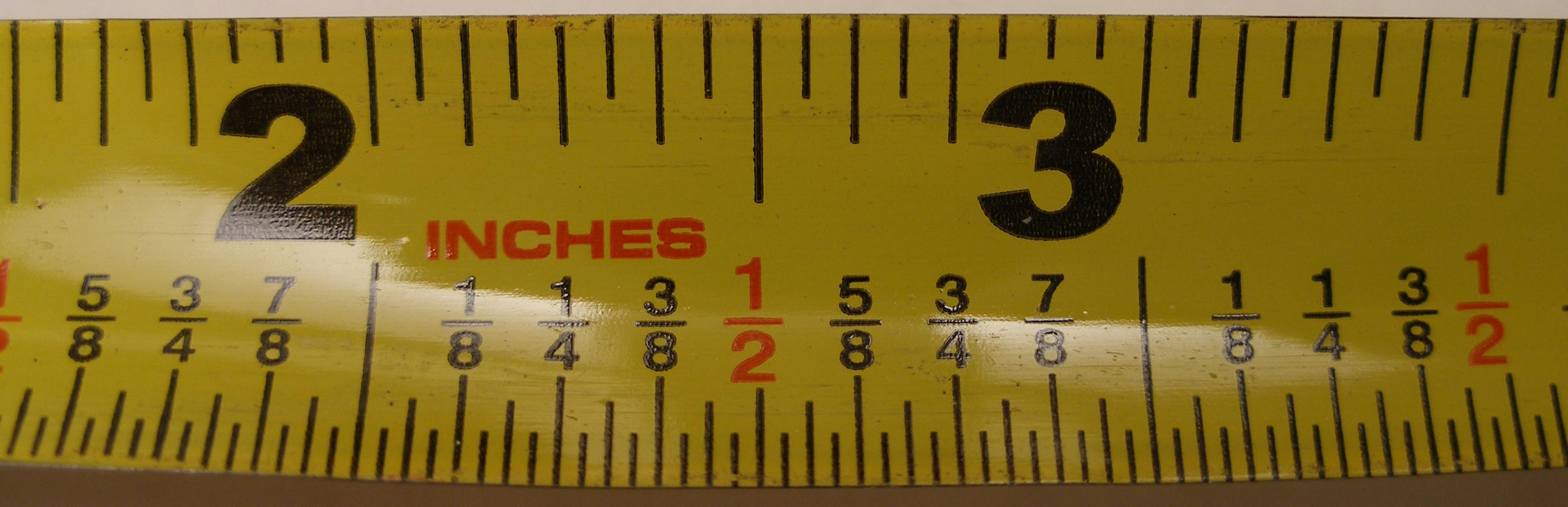
Ruletă capabilă să măsoare până la 1/32 inch (0,79375 mm)

Ruleta este un instrument pentru măsurarea lungimilor și distanțelor, ce constă dintr-o panglică lungă de pânză, plastic sau de oțel, gradată, care are capacitatea de a se strânge prin rulare într-o casetă cilindrică, dotată cu un mecanism pentru retractarea panglicii.

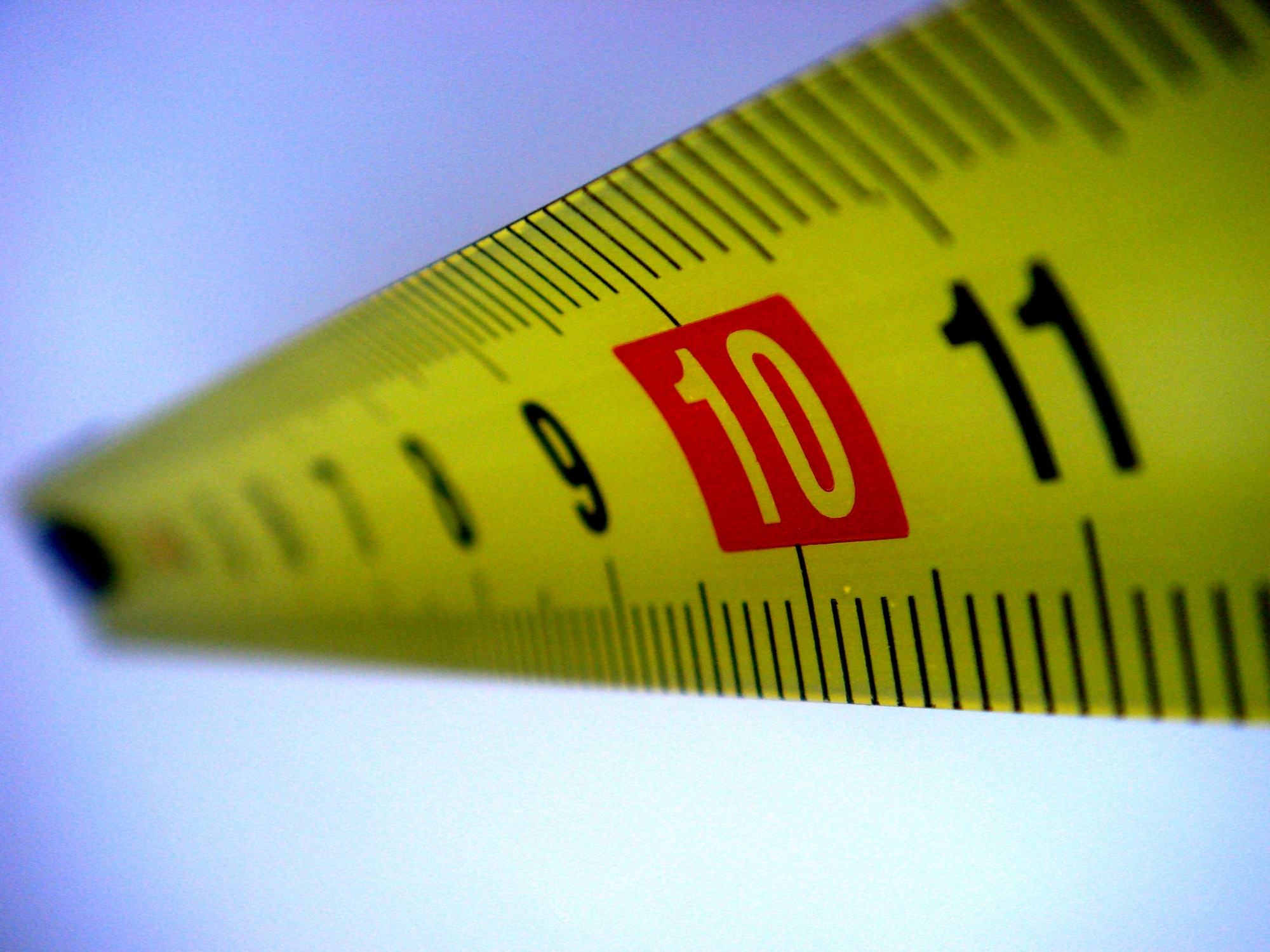
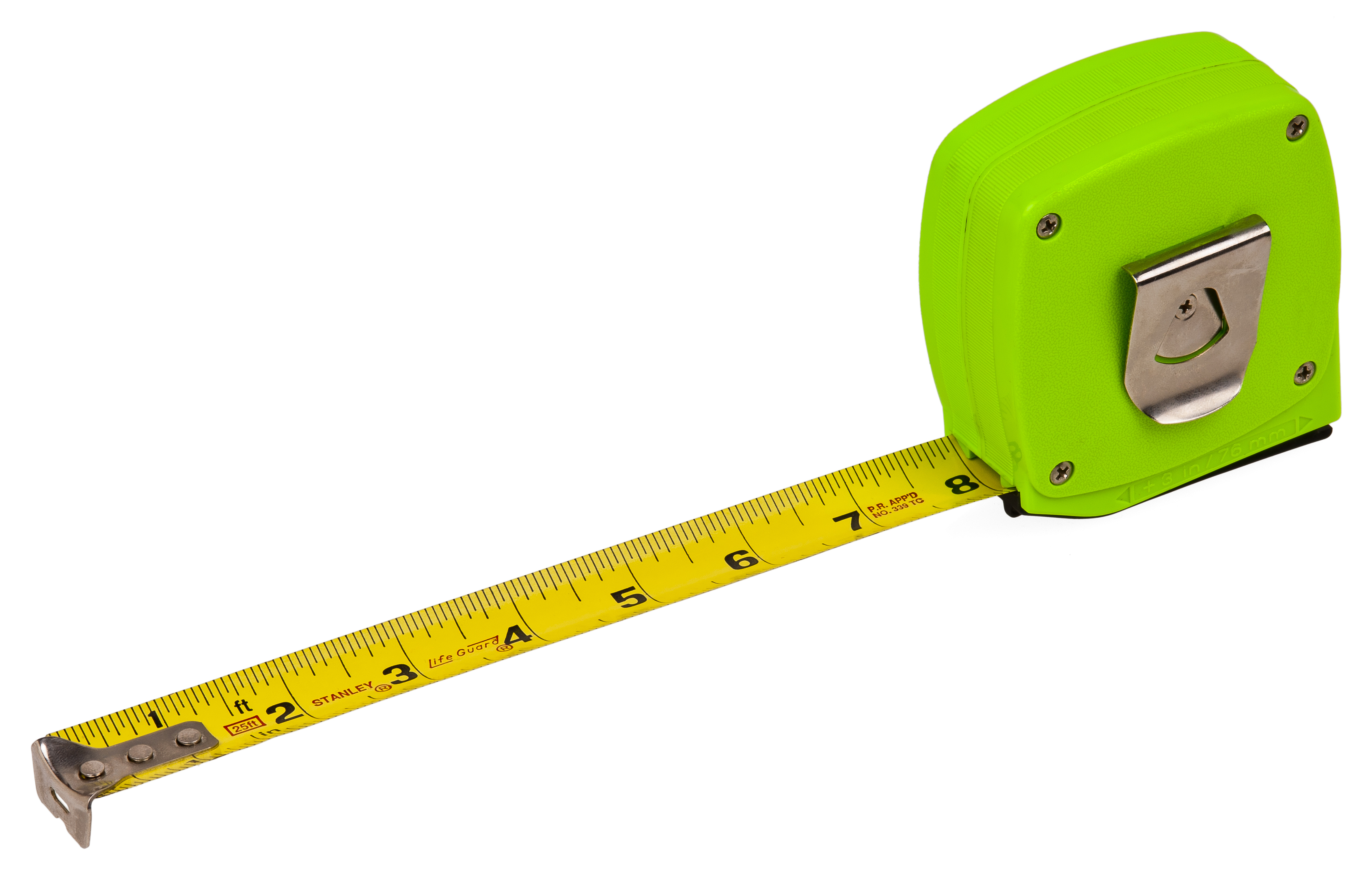
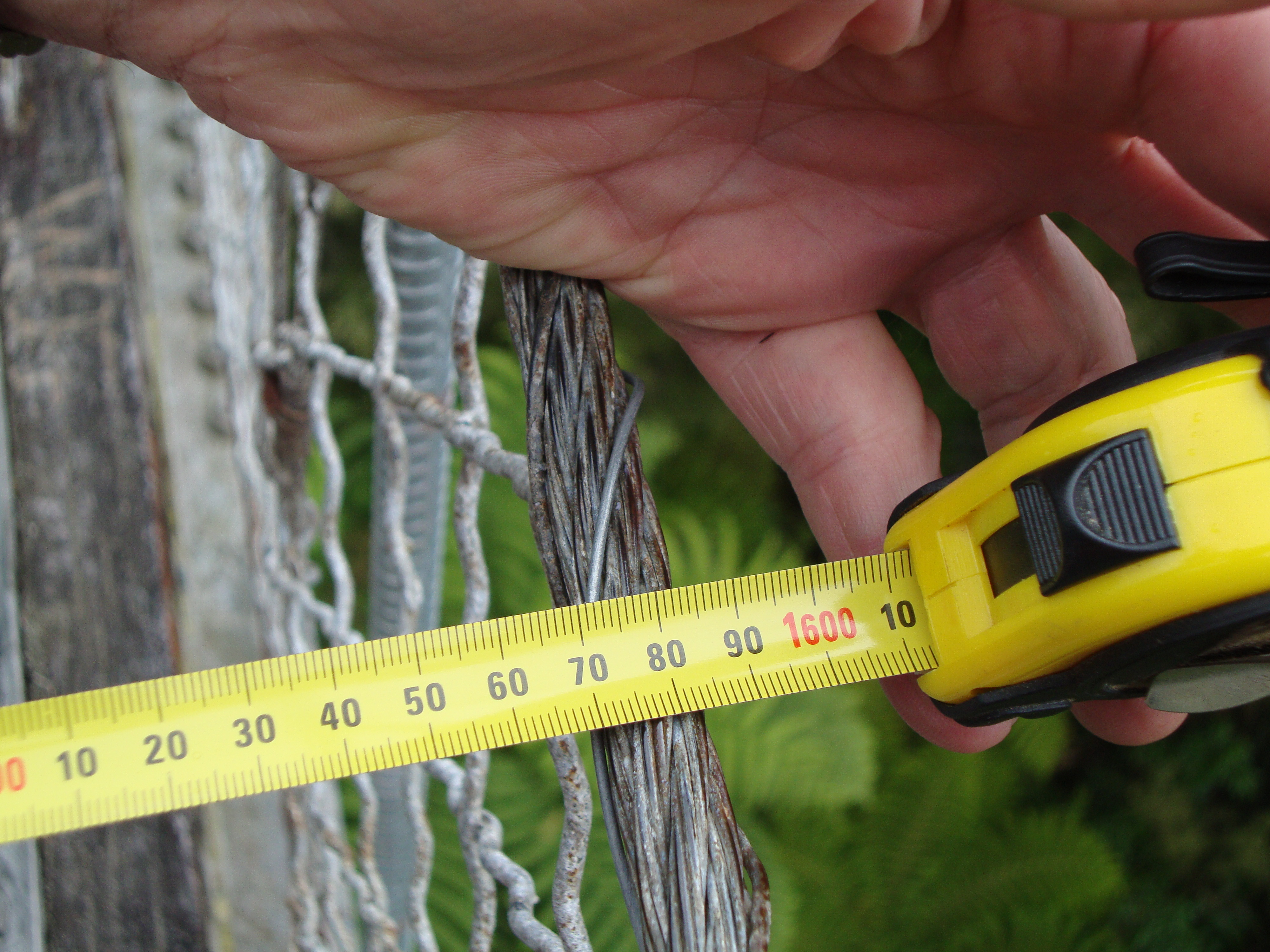